# Avis Kimble
Avis Kimble (nacida el 18 de octubre de 1944 en Chicago, Illinois) es una modelo estadounidense. A los 17 años de edad, fue fotografiada por Jon Pownall para convertirse en  Playmate del Mes para la revista Playboy para su número de noviembre de 1962. 
Avis fue una de las tres finalistas para ser Playmate del Año, y apareció en la portada del número de enero de 1963. June Cochran ganó el título frente a Avis y a Laura Young. Kimble trabajó como Conejita en el Club de Playboy de Chicago, y también tuvo un boutique en la ciudad del viento al mismo tiempo.
Sea una  de las Elecciones del Editores para el top ten de Playmates de todos los tiempos durante la celebración del décimo aniversario de Playboy. No logró situarse entre los diez primeros cuando los lectores votaron.